# Ulrico Zuínglio
Ulrico Zuínglio ou Hulrico Zuínglio (em alemão: Huldrych Zwingli; em latim: Huldericus Zvinglius, translitado como Hulricus Zvinglius; Wildhaus, Cantão de São Galo, 1º de janeiro de 1484 – Kappel am Albis, 10 de outubro de 1531), foi um teólogo suíço e principal líder da Reforma Protestante na Suíça.
Zuínglio foi o líder da reforma suíça e fundador das igrejas reformadas suíças. Independentemente de Martinho Lutero, que era doctor biblicus, Zuínglio chegou a conclusões semelhantes pelo estudo das escrituras do ponto de vista de um erudito humanista. Zuínglio não deixou uma igreja organizada, mas as suas doutrinas influenciaram as confissões calvinistas.

## Biografia
Nasceu numa família rica da classe média, foi o terceiro de oito filhos. Seu pai Ulrico era o magistrado chefe da cidade e o seu tio Bartolomeu o vigário.
Fez os primeiros estudos em Basileia e Berna, e os estudos superiores em Viena e depois em Basileia, onde, em 1506, obteve o "Magister Sententiarum" (o título de Mestre das Sentenças de Pedro Lombardo). No mesmo ano foi ordenado sacerdote e destinado à paróquia de Glanora, na qual desempenhou com dedicação suas funções pastorais, sem descurar, por isso os estudos e os contatos com o mundo da cultura, tornando-se um convicto fautor do humanismo.
Em 1516 foi transferido para a abadia de Einsiedeln como capelão. Naquele santuário, a exuberância das práticas religiosas, que, nos fiéis, raiava pela superstição e, no clero, pelas práticas simoníacas, chocou profundamente o espírito do jovem sacerdote, preparando-o para as ideias da Reforma Protestante que não tardariam em vir da Alemanha.
Datam deste período os primeiros contatos com Erasmo de Roterdã, do qual se tornou grande admirador e em larga escala também seguidor.
Em 1519 foi transferido como cura da catedral, para Zurique, onde em suas pregações começou a criticar com insistência as indulgências e a comentar a Bíblia segundo o "evangelho puro", inspirando-se nos escritos de Lutero, que ele considerava substancialmente na linha do reformismo de Erasmo ou pelo menos não em antítese a ele. Mais tarde também atacou o celibato eclesiástico e começou a conviver com uma viúva, a qual desposou publicamente em 1524. A partir de 1522 começou a criticar cada vez mais radicalmente a devoção a Virgem Maria e aos santos, a autoridade dogmática e disciplinar dos concílios e dos papas, o culto das imagens, a missa como sacrifício. Em vista disso, o bispo de Constança proibiu-o de pregar, acusando-o de heresia.
A partir de 1522, ano em que se casou secretamente com Anna Reinhard, Zwingli se empenhou na obra da Reforma. Partindo do princípio de que só a Bíblia contém a doutrina necessária para a salvação, preparou 67 breves artigos de fé. Neles afirmava que Cristo é a única autoridade da igreja e que a salvação se opera pela fé. Em De vera et falsa religione commentarius (1525; Comentário sobre a verdadeira e a falsa religião), negou o caráter sacrificial da missa, a salvação pelas obras, a intercessão dos santos, a obrigatoriedade dos votos monásticos, a existência do purgatório. Afirmou o caráter simbólico da eucaristia, divergindo de Martinho Lutero, que tomava de forma literal as palavras de Cristo "este é o meu corpo".
A reforma de Zuínglio foi apoiada pelo magistrado e pela população de Zurique e levou a mudanças significantes na vida civil e em assuntos de estado em Zurique. O governo de Zurique anulou a proibição do bispo, introduziu a língua alemã na liturgia e aboliu o celibato eclesiástico. A Reforma Protestante propagou-se desde Zurique a cinco outros cantões da Suíça, enquanto que os restantes 5 ficaram firmemente do lado da fé católica-romana.
Zuínglio organizou sessões de debate teológico, nas quais os argumentos dele e de outros protestantes eram confrontados com os argumentos da Igreja Católica oficial. Normalmente, os seus argumentos eram mais convincentes e estas sessões acabavam por ser um fortalecimento da reforma. Em Janeiro de 1523, foi organizada uma disputa em Zurique, com a presença de seiscentas pessoas, que assistiram a uma confrontação entre Zuínglio e os enviados do Bispo de Constança. Ao contrário do modelo medieval (disputatio), esta forma de disputa tem lugar em local público e não numa sessão fechada ao público, algures numa universidade, sendo falada em alemão e não em latim. Em 1528, uma sessão semelhante teve lugar em Berna.
Zuínglio tentou sem êxito a aliança entre Zurique, França e a Savoia, mas conseguiu organizar uma Aliança Cívica Cristã, que em 1529 já contava com vários cantões, iniciando-se a luta armada. Decidido a pôr fim ao perigo de intervenção imperial, em face da hostilidade dos cantões católicos, Zwingli incitou o Conselho de Zurique a atacá-los e, ao acompanhar as tropas como capelão, encontrou a morte em batalha, perto de Kappel am Albis, em 11 de outubro de 1531. Crê-se que o seu cadáver foi esquartejado e dado às chamas.

### Zuínglio e Martinho Lutero
Martinho Lutero frequentemente atacava algumas afirmações de Zuínglio. Muitas tentativas foram feitas para a aproximação dos dois reformistas, mas nunca tiveram sucesso. Quanto à visão teológica, a de Zuínglio tem muitos elementos em comum com a de Lutero nas negações, mas é muito diferente dela nas afirmações. De fato, o motivo que levou Zuínglio à Reforma é precisamente o contrário ao de Lutero. Este último era movido por razões fideístas: a incapacidade do homem, em virtude das quais o homem e Deus estão separados por um abismo tão grande que nenhuma série de intermediários jamais poderá transpor. Zuínglio, ao contrário, apoiava-se em motivos racionalistas e humanísticos: a bondade essencial do homem, que faz com que ele não precise de nenhuma série de impulsos para subir até Deus, porque está em condições de fazê-lo sozinho. A tendência racionalista da reforma zuingliana pode ser notada imediatamente nas seguintes doutrinas: redução do pecado original a um simples vício hereditário não merecedor de condenação eterna e sem diminuição das forças éticas do homem; valor positivo da Lei e não meramente negativo; felicidade eterna acessível também aos sábios pagãos que tivessem praticado a lei moral natural. Lutero e Zuínglio estão muito longe um do outro tanto pelos motivos teológicos quanto pelos motivos que se propuseram com a Reforma: enquanto Lutero que responder à questão "como serei salvo?", Zuínglio propõe outra: "como será salvo o meu povo?".
"A grande preocupação de Lutero, tanto em Erfurt quanto em Wittenberg, era a salvação de sua alma. Não era certamente uma angústia egoísta porque pode-se dizer que ele tomou sobre si a angústia de toda a sua época. Mas o que constituía o tormento de Zuínglio era a salvação de seu povo."

### Zuínglio e João Calvino
Ulrico Zuínglio morreria em 1531, e com sua morte, parecia que a reforma na Suíça acabaria. Mas o movimento continuou, e agora quem assumiria a liderança seria Heinrich Bullinger, que embora fosse um líder muito capaz, parecia que o movimento estava condenado a ficar restrito a algumas regiões da Suíça e da Alemanha, e assim não causaria qualquer impacto ao restante da Europa e ao mundo. Mas então entra em cena João Calvino, um intelectual brilhante que iria dar profundidade teológica à fé reformada, sistematizando-a em suas Institutas da Religião Cristã, conduzindo-a a um alcance e impacto por toda a Europa, e daí ao resto do mundo, transpondo fronteiras territoriais e temporais.

## Lista de trabalhos
As obras coletadas de Zwingli devem preencher 21 volumes. Uma coleção de obras selecionadas foi publicada em 1995 pelo Zwingliverein em colaboração com o Theologischer Verlag Zürich Esta coleção de quatro volumes contém as seguintes obras: (Nomes originais e tradução para o inglês, entre aspas)
- Volume 1: 1995, 512 pages, ISBN 3-290-10974-7
  - Pestlied (1519/20) "The Plague Song"
  - Die freie Wahl der Speisen (1522) "Choice and Liberty regarding Food"
  - Eine göttliche Ermahnung der Schwyzer (1522) "A Solemn Exhortation [to the people of Schwyz]"
  - Die Klarheit und Gewissheit des Wortes Gottes (1522) "The Clarity and Certainty of the Word of God"
  - Göttliche und menschliche Gerechtigkeit (1523) "Divine and Human Righteousness"
  - Wie Jugendliche aus gutem Haus zu erziehen sind (1523) "How to educate adolescents from a good home"
  - Der Hirt (1524) "The Shepherd"
  - Eine freundschaftliche und ernste Ermahnung der Eidgenossen (1524) "Zwingli's Letter to the Federation"
  - Wer Ursache zum Aufruhr gibt (1524) "Those Who Give Cause for Tumult"
- Volume 2: 1995, 556 pages, ISBN 3-290-10975-5
  - Auslegung und Begründung der Thesen oder Artikel (1523) "Interpretation and justification of the theses or articles"
- Volume 3: 1995, 519 pages, ISBN 3-290-10976-3
  - Empfehlung zur Vorbereitung auf einen möglichen Krieg (1524) "Plan for a Campaign"
  - Kommentar über die wahre und die falsche Religion (1525) "Commentary on True and False Religion"
- Volume 4: 1995, 512 pages, ISBN 3-290-10977-1
  - Antwort auf die Predigt Luthers gegen die Schwärmer (1527) "A Refutation of Luther's sermon against vain enthusiasm"
  - Die beiden Berner Predigten (1528) "The Berne sermons"
  - Rechenschaft über den Glauben (1530) "An Exposition of the Faith"
  - Die Vorsehung (1530) "Providence"
  - Erklärung des christlichen Glaubens (1531) "Explanation of the Christian faith"

A edição completa de 21 volumes está sendo realizada pelo Zwingliverein em colaboração com o Institut für schweizerische Reformationsgeschichte e está projetada para ser organizada da seguinte forma:
- vols. I–VI Werke: os escritos teológicos e políticos de Zwínglio, ensaios, sermões etc., em ordem cronológica. Esta seção foi concluída em 1991.
- vols. VII–XI Briefe: Cartas
- vol. XII Randglossen: glosas de Zwingli na margem dos livros
- vols XIII ff. Exegetische Schriften: notas exegéticas de Zwingli sobre a Bíblia.

Vols. XIII e XIV foram publicados, vols. XV e XVI estão em preparação. Vols. XVII a XXI são planejados para cobrir o Novo Testamento.
As edições alemãs / latinas mais antigas disponíveis online incluem:
- Huldreich Zwinglis sämtliche Werke, vol. 1, Corpus Reformatorum vol. 88, ed. Emil Egli. Berlin: Schwetschke, 1905.
- Analecta Reformatoria: Dokumente und Abhandlungen zur Geschichte Zwinglis und seiner Zeit, vol. 1, ed. Emil Egli. Zürich: Züricher and Furrer, 1899.
- Huldreich Zwingli's Werke, ed. Melchior Schuler and Johannes Schulthess, 1824ff.: vol. I; vol. II;vol. III; vol. IV; vol. V; vol. VI, 1; vol. VI, 2; vol. VII; vol. VIII.
- Der evangelische Glaube nach den Hauptschriften der Reformatoren, ed. Paul Wernle. Tübingen: Mohr, 1918.
- Von Freiheit der Speisen, eine Reformationsschrift, 1522, ed. Otto Walther. Halle: Niemeyer, 1900.

Veja também as seguintes traduções para o inglês de obras selecionadas de Zwingli:
- The Christian Education of Youth. Collegeville: Thompson Bros., 1899.
- Selected Works of Huldreich Zwingli (1484–1531). Philadelphia: University of Pennsylvania, 1901.
- The Latin Works and the Correspondence of Huldreich Zwingli, Together with Selections from his German Works.
  - Vol. 1, 1510–1522, New York: G.P. Putnam and Sons, 1912.
  - Vol. 2, Philadelphia: Heidelberg Press, 1912.
  - Vol. 3, Philadelphia: Heidelberg Press, 1912.